# بلدة هيلينا (ميشيغان)
هيلينا (بالإنجليزية: Helena Township, Michigan)‏ هي بلدة تقع بولاية ميشيغان في الولايات المتحدة. تبلغ مساحتها 59.7 (كم²)، وترتفع عن سطح البحر 212 م، بلغ عدد سكانها 1001 نسمة في عام تعداد الولايات المتحدة 2010 حسب إحصاء مكتب تعداد الولايات المتحدة وتصل الكثافة السكانية فيها 23.9 نسمة/كم2.

## وصلات خارجية
- www.helenatownship.com
- The US50 - Cities and Towns in Michigan State
- Michigan Cities and Towns, Facts, Map, Flag, Colleges, Government, and More